# Peter Horne
Pour les articles homonymes, voir Horne.
Pas d'image ? Cliquez ici

a Compétitions nationales et continentales officielles uniquement.

b Matchs officiels uniquement.
Dernière mise à jour le 20 juillet 2023.
Peter Horne, né le 5 octobre 1989 à Kirkcaldy (Écosse), est un joueur international écossais de rugby à XV évoluant au poste de centre ou de demi d'ouverture (1,83 m pour 93 kg). Il joue au sein de la franchise des Glasgow Warriors de 2008 à 2022, ainsi qu'en équipe d'Écosse de 2013 à 2019.
Son frère cadet, George Horne, est également joueur de rugby à XV professionnel.

## Biographie
Il a obtenu sa première cape internationale avec l'équipe d'Écosse le 8 juin 2013 à l’occasion d’un match contre l'équipe des Samoa à Durban (Afrique du Sud).
Fin 2021, il annonce prendre sa retraite de joueur de rugby professionnel. Il devient entraineur principal du club d'Ayr RFC après avoir pris sa retraite.
En amont de la saison 2022-2023, il devient entraineur assistant des Glasgow Warriors. En janvier 2023, il rejoint l'encadrement de l'équipe d'Écosse.

## Palmarès

### En club
- Finaliste du Pro12/14 en 2014 et 2019 avec les Glasgow Warriors.
- Vainqueur du Pro12 en 2015 avec les Glasgow Warriors.

## Statistiques en équipe nationale
- 45 sélections (22 fois titulaire, 23 fois remplaçant)
- 53 points (6 essais, 7 transformations, 3 pénalités)
- Sélections par année : 2 en 2013, 3 en 2014, 10 en 2015, 8 en 2016, 5 en 2017, 10 en 2018, 7 en 2019
- Tournois des six nations disputés : 2015, 2016, 2018, 2019

En Coupe du monde : 
- 2015 : 5 sélections (Japon, États-Unis, Afrique du Sud, Samoa, Australie)
- 2019 : 2 sélections (Russie, Japon)